# Tjesnac admirala Kuznjecova
Tjesnac Admirala Kuznjecova (rus. Пролив Адмирала Кузнецова) je 50 km širok tjesnac u Rusiji. Odvaja otok Medni i Beringov otok (Komandorski otoci), a povezuje Beringovo more na sjeveru s Tihim oceanom na jugu. Ime je dobio u čast admirala Nikolaja Kuznjecova.